# ناوبری کور (فیلم ۱۹۴۷)
«ناوبری کور» (انگلیسی: Dead Reckoning) یک فیلم سینمایی آمریکایی در ژانر فیلم معمایی به کارگردانی جان کرامول است که در سال ۱۹۴۷ منتشر شد.

## بازیگران
- هامفری بوگارت
- لیزابث اسکات
- ماروین میلر
- ویلیام پرینس
- والاس فورد
- جیمز بل
- ماروین میلر
- دابلیو. ئی. لارنس
- استایمی برد